# 路易四世 (西法兰克)
（海外归来者）路易四世（法語：Louis IV d'Outremer，920年9月10日—954年9月30日）是西法兰克王国加洛林王朝的国王（936年—954年在位），父亲是西法兰克国王（常等同于法国国王）查理三世，母亲是英格兰国王长者爱德华之女威塞克斯的艾吉芙。

## 生平

### 早年与流亡
路易四世生于920年9月10日，当他只有两岁大时（922年），他的父王查理三世被贵族们废黜，王位由罗贝尔一世继承。当他三岁大时（923年），罗贝尔一世在与废王查理三世的作战中丧生，王位归于罗贝尔一世的女婿、勃艮第公爵拉乌尔。同为加洛林王朝王族成员的韦尔芒杜瓦伯爵埃贝尔二世却背叛了本家族，与身为博索尼德王朝成员的拉乌尔结盟，俘虏了查理三世。小路易的母亲不得不带着他渡过拉芒什海峡（英吉利海峡），逃到了娘家英格兰王国以保平安。后来他获得“海外归来者”的绰号也正因为他是从海外（指英格兰）归国的。

### 归国与即位
929年，查理三世在监禁中死去，但是拉乌尔的统治一直持续到936年驾崩。拉乌尔驾崩后，贵族们一致同意召回在英格兰流亡的先王查理三世之子小路易。尤其是重臣巴黎伯爵伟大的于格，他同意召回小路易可能是为了防止赫伯特二世或者拉乌尔的弟弟、勃艮第公爵黑于格继承王位。
936年6月19日，16岁的路易在出生地拉昂由兰斯大主教阿尔托加冕为西法兰克王国的国王，是为路易四世，正式称号为“法兰克人的国王”。加冕礼是在拉昂的圣文森特修道院举行的，拉昂也是西法兰克国王统治的中心地区。

### 统治与驾崩
尽管路易四世的有效统治仅仅局限于拉昂和西法兰克北部的一些地方，他在卢瓦尔河以南的地区没有任何权威可言，但他所表现出来的政治敏锐感甚至获得了与他不和的贵族们的赞赏。
但是，路易四世的治世也充满了与贵族的斗争，尤其是与重臣、法兰克公爵兼巴黎伯爵伟大的于格。于格是西法兰克王国和勃艮第真正的统治者，虽然他是把路易四世迎回国的第一大功臣，但同年（936年）他又迎娶了东法兰克国王国王捕鸟者亨利的女儿，便与路易四世反目成仇，因为路易四世和东法兰克王国是敌对的。终路易四世一生，他都在和于格斗争，不过由于实力相差悬殊，于格始终没有被打倒，其后代（即卡佩家族）终于取加洛林王朝而代之。
在939年，路易四世与罗马人民的国王兼东法兰克国王奥托一世由于洛林的归属问题发生了冲突，但不久，两国媾和，路易四世迎娶奥托的妹妹薩克森的格貝爾加为王后，放弃洛林。路易和格波加生了七个孩子，其中两个儿子和一个女儿长大成人。
954年9月30日，路易四世正在兰斯骑马，不慎从马上摔下，当天驾崩，享年34岁，葬于兰斯的圣雷米教堂、圣雷米的坟墓旁。

## 祖先、婚姻与家庭
| 路易二世（846年—879年） 西法兰克国王 (877年 - 879年在位） | 路易二世（846年—879年） 西法兰克国王 (877年 - 879年在位） | 路易二世（846年—879年） 西法兰克国王 (877年 - 879年在位） | 路易二世（846年—879年） 西法兰克国王 (877年 - 879年在位） | 路易二世（846年—879年） 西法兰克国王 (877年 - 879年在位） | 路易二世（846年—879年） 西法兰克国王 (877年 - 879年在位） |                                                         |                                                         | 弗里乌勒的阿德莱德 （？—901年）                         | 弗里乌勒的阿德莱德 （？—901年）                         | 弗里乌勒的阿德莱德 （？—901年） | 弗里乌勒的阿德莱德 （？—901年） | 弗里乌勒的阿德莱德 （？—901年） | 弗里乌勒的阿德莱德 （？—901年） |  |  | 长者爱德华（871年—924年） 英格兰国王（918年—924年） | 长者爱德华（871年—924年） 英格兰国王（918年—924年） | 长者爱德华（871年—924年） 英格兰国王（918年—924年） | 长者爱德华（871年—924年） 英格兰国王（918年—924年） | 长者爱德华（871年—924年） 英格兰国王（918年—924年） | 长者爱德华（871年—924年） 英格兰国王（918年—924年） |                                |                                | 爱尔菲德（生卒年未详）         | 爱尔菲德（生卒年未详）         | 爱尔菲德（生卒年未详） | 爱尔菲德（生卒年未详） | 爱尔菲德（生卒年未详） | 爱尔菲德（生卒年未详） |  |  |
| 路易二世（846年—879年） 西法兰克国王 (877年 - 879年在位） | 路易二世（846年—879年） 西法兰克国王 (877年 - 879年在位） | 路易二世（846年—879年） 西法兰克国王 (877年 - 879年在位） | 路易二世（846年—879年） 西法兰克国王 (877年 - 879年在位） | 路易二世（846年—879年） 西法兰克国王 (877年 - 879年在位） | 路易二世（846年—879年） 西法兰克国王 (877年 - 879年在位） |                                                         |                                                         | 弗里乌勒的阿德莱德 （？—901年）                         | 弗里乌勒的阿德莱德 （？—901年）                         | 弗里乌勒的阿德莱德 （？—901年） | 弗里乌勒的阿德莱德 （？—901年） | 弗里乌勒的阿德莱德 （？—901年） | 弗里乌勒的阿德莱德 （？—901年） |  |  | 长者爱德华（871年—924年） 英格兰国王（918年—924年） | 长者爱德华（871年—924年） 英格兰国王（918年—924年） | 长者爱德华（871年—924年） 英格兰国王（918年—924年） | 长者爱德华（871年—924年） 英格兰国王（918年—924年） | 长者爱德华（871年—924年） 英格兰国王（918年—924年） | 长者爱德华（871年—924年） 英格兰国王（918年—924年） |                                |                                | 爱尔菲德（生卒年未详）         | 爱尔菲德（生卒年未详）         | 爱尔菲德（生卒年未详） | 爱尔菲德（生卒年未详） | 爱尔菲德（生卒年未详） | 爱尔菲德（生卒年未详） |  |  |
|                                                           |                                                           |                                                           |                                                           |                                                           |                                                           |                                                         |                                                         |                                                         |                                                         |                                 |                                 |                                 |                                 |  |  |                                                     |                                                     |                                                     |                                                     |                                                     |                                                     |                                |                                |                                |                                |                        |                        |                        |                        |  |  |
|                                                           |                                                           |                                                           |                                                           | 查理三世（879年—929年） 西法兰克国王（893年—929年在位）   | 查理三世（879年—929年） 西法兰克国王（893年—929年在位）   | 查理三世（879年—929年） 西法兰克国王（893年—929年在位） | 查理三世（879年—929年） 西法兰克国王（893年—929年在位） | 查理三世（879年—929年） 西法兰克国王（893年—929年在位） | 查理三世（879年—929年） 西法兰克国王（893年—929年在位） |                                 |                                 |                                 |                                 |  |  |                                                     |                                                     |                                                     |                                                     | 英格兰的艾吉芙 （905年—951年）                      | 英格兰的艾吉芙 （905年—951年）                      | 英格兰的艾吉芙 （905年—951年） | 英格兰的艾吉芙 （905年—951年） | 英格兰的艾吉芙 （905年—951年） | 英格兰的艾吉芙 （905年—951年） |                        |                        |                        |                        |  |  |
|                                                           |                                                           |                                                           |                                                           | 查理三世（879年—929年） 西法兰克国王（893年—929年在位）   | 查理三世（879年—929年） 西法兰克国王（893年—929年在位）   | 查理三世（879年—929年） 西法兰克国王（893年—929年在位） | 查理三世（879年—929年） 西法兰克国王（893年—929年在位） | 查理三世（879年—929年） 西法兰克国王（893年—929年在位） | 查理三世（879年—929年） 西法兰克国王（893年—929年在位） |                                 |                                 |                                 |                                 |  |  |                                                     |                                                     |                                                     |                                                     | 英格兰的艾吉芙 （905年—951年）                      | 英格兰的艾吉芙 （905年—951年）                      | 英格兰的艾吉芙 （905年—951年） | 英格兰的艾吉芙 （905年—951年） | 英格兰的艾吉芙 （905年—951年） | 英格兰的艾吉芙 （905年—951年） |                        |                        |                        |                        |  |  |
|                                                           |                                                           |                                                           |                                                           |                                                           |                                                           |                                                         |                                                         |                                                         |                                                         |                                 |                                 |                                 |                                 |  |  |                                                     |                                                     |                                                     |                                                     |                                                     |                                                     |                                |                                |                                |                                |                        |                        |                        |                        |  |  |
|                                                           |                                                           |                                                           |                                                           |                                                           |                                                           |                                                         |                                                         |                                                         |                                                         |                                 |                                 | 路易四世                        |                                 |  |  |                                                     |                                                     |                                                     |                                                     |                                                     |                                                     |                                |                                |                                |                                |                        |                        |                        |                        |  |  |

路易四世娶亨利一世之女格貝爾加，生了7个孩子，其中2子1女活到了成年：
1. 长子洛泰尔一世（941年—986年），西法兰克国王（954年—986年在位）
2. 长女瑪蒂爾德（943年—992年），勃艮第王后
3. 次子查理或卡洛曼（945年生，953年之前死）
4. 幼女（947年，未取名），夭折
5. 第三子路易（948年─954年）
6. 第四子查理（953年—991年），下洛林公爵
7. 幼子亨利（953年），下洛林的查理的孪生弟弟